# Melitaea albidosplendida
Melitaea albidosplendida är en fjärilsart som beskrevs av Curt Eisner 1942. Melitaea albidosplendida ingår i släktet Melitaea och familjen praktfjärilar. Inga underarter finns listade i Catalogue of Life.